# ストキン炎
ストキン炎（ストキン ファイヤー）は、日本の漫画賞。『週刊少年ジャンプ』（集英社）による新人漫画家の募集企画。

## 概要
同じ週刊少年ジャンプの新人漫画賞である「JUMPトレジャー新人漫画賞」が一人で作画もストーリーも担当する漫画家を輩出していたのに対し、本賞は作画かストーリーのどちらか一つを担当する漫画家を輩出するのを目的としていた。本賞の部門は、下記のように「作画」と「ストーリー（ネーム）」の2部門に大きく別れる。応募ページ数に制限数がない点でも「トレジャー新人漫画賞」とは異なる。一般の漫画賞に比べて求められる技能が限定されており、より突出した能力が求められる。また年1～2回しか募集されないなど条件は厳しい。
ストーリーキングを引き継ぎ2006年から2011年にかけて行われた。2008年にストキン炎をストキン炎（ネーム部門）とガリョキン炎（漫画部門）に分けるリニューアルが行われた。受賞者のうち、近藤信輔・河田悠冶・榎伸晃が『週刊少年ジャンプ』で連載を獲得している。ストキンP&ガリョキンPに引き継がれた。

## 各部門
- ガリョキン炎（漫画部門） - 将来の作画家のための漫画部門。シナリオではなく作画技術に重点をおいた審査がなされる
- ストキン炎（ネーム部門） - 将来の漫画原作家のためのネーム部門。全く絵を描けない志望者から、ネームをかける者まで幅広く募集した。アイデアやシナリオ構成だけでなく、漫画になった際の構成力も問われた
- プリンス部門 - 若い才能を発掘するため、15歳 - 18歳の高校生のみが対象。それ以外は「作画」「ストーリー」の2部門に別れることを含め上記部門と同一。ただし受賞時の副賞は賞金ではなく、ノートパソコンなどの現物である。作品の質が高ければ、一般部門の「ガリョキン炎」「ストキン炎」との重複受賞も可

## マスコット
- 第6回
カキコ　(濱田浩輔作画)
身の丈ほどのGペンを手に持ち、頭にインク入れを載せている女性キャラクター。大石浩二の漫画『いぬまるだしっ』第12話にも登場している。これは濱田本人が大石の仕事場にいって描き下ろしたもの[2]。

## 賞の一覧
「ガリョキン炎」は準キング以上、「ストキン炎」はキング以上で雑誌掲載確定。あくまでも確約の有無であって、準キング・キング未満であっても、雑誌掲載される場合もある。Web掲載されることもある。最高位のキング受賞者は一人もおらず、前身「ストーリーキング」を入れても、稲垣理一郎が受賞するのみの難関である。

### ガリョキン炎
| 賞種別   | 掲載                     | 賞金    |
| -------- | ------------------------ | ------- |
| キング   | 『週刊少年ジャンプ』掲載 | 100万円 |
| 準キング | 増刊号掲載               | 50万円  |
| 炎努力賞 | -                        | 15万円  |
| 最終候補 | -                        | 5万円   |

### ストキン炎（ネーム部門）
| 賞種別   | 掲載                                           | 賞金    |
| -------- | ---------------------------------------------- | ------- |
| キング   | 漫画化して『週刊少年ジャンプ』または増刊号掲載 | 100万円 |
| 準キング | -                                              | 50万円  |
| 炎努力賞 | -                                              | 15万円  |
| 最終候補 | -                                              | 5万円   |

### プリンス部門
| 賞種別     | 賞品                   |
| ---------- | ---------------------- |
| プリンス   | ノートパソコン         |
| 準プリンス | ビデオカメラ           |
| 炎努力賞   | デジタルカメラ         |
| 最終候補   | iPod                   |
| 上位50名   | 特製漫画家初心者セット |

## 受賞一覧
| 回 | 発表号      | 部門         | 受賞                                                                     | 受賞（プリンス部門） | 備 考 |
| -- | ----------- | ------------ | ------------------------------------------------------------------------ | --- | ----- |
| 1  | 2006年 15号 | ネーム       | ・準キング - 村瀬拓「レッドデータ27」 ・特別賞 - もぐらや開店「SSS彼女」 | ・プリンス賞 - 西山貴史「雨邪鬼-レインマン-」 / 出水飛鳥「友達ん家」 / 鈴木悠太「天-1」                                               | [ 3 ] |
| 2  | 2007年 12号 | ネーム       | ・準キング - 大庭敦子「11」                                              | ・プリンス - 伊原大貴「魔法なんかじゃなくて」 ・準プリンス - もぐら屋開店「今際の楽園倶楽部」 ・準々プリンス - 若山泰斗「SUPER NOVA」 | [ 3 ] |
| 2  | 2007年 12号 | 漫画         | 該当作なし                                                               | - | [ 3 ] |
| 3  | 2007年 41号 | ネーム       | ・炎努力賞 - 近藤信輔「JUDOES」                                          | ・炎努力賞 - 加藤真広「宿命ヒーローノルママン」                                                                                       | [ 3 ] |
| 3  | 2007年 41号 | 漫画         | ・炎努力賞 - 関口謙「マンティス」                                        | ・準プリンス - 住吉崚『パーク』 ・炎努力賞 - 中村祥嘉「ROCK-LOCK-ROCK」                                                               | [ 3 ] |
| 4  | 2008年 13号 | ネーム       | ・炎努力賞 - 冬馬ゆうき『神様先生』                                      | ・炎努力賞 - 小久保茜「真夏のヒーロー」                                                                                               | [ 3 ] |
| 4  | 2008年 13号 | 漫画         | 受賞作なし                                                               | ・炎努力賞 - 漆原渡「ゲームマスター」                                                                                                 | [ 3 ] |
| 5  | 2008年 40号 | ストキン炎   | ・炎努力賞 - 近藤信輔「THE KILLING WAY」                                 | ・炎努力賞 - 陽地智也「VENUS」 / 岡本健太郎「Merry Crisis!」                                                                          | [ 1 ] |
| 5  | 2008年 40号 | ガリョキン炎 | ・炎努力賞 - 榎伸晃「BAKU-バク-」                                        | 烏丸73「カゲロウさん」 | [ 1 ] |
| 6  | 2009年 12号 | ストキン炎   | ・炎努力賞 - 下田哲郎『僕とテンシと僕の天使』                            | ・準プリンス - 久保田之都『コトコト』 ・炎努力賞 - 益子健太朗『ヒライジン』                                                           | [ 1 ] |
| 6  | 2009年 12号 | ガリョキン炎 | 該当作なし                                                               | ・炎努力賞 - 安島美加『SAINT ACROSS』                                                                                                 | [ 1 ] |
| 7  | 2009年 42号 | ストキン炎   | ・準キング - 田岡宗晃『大和撫嘩』                                        | ・準キング/プリンス - 加古良樹『ゆうまぐれ』 ・炎努力賞 - 梶川岳『雨の日回り道』                                                      | [ 1 ] |
| 7  | 2009年 42号 | ガリョキン炎 | ・炎努力賞 - 中村友也『HERO』                                            | ・プリンス - 元海星『KUMA』 | [ 1 ] |
| 8  | 2010年 39号 | ストキン炎   | ・炎努力賞 - 藤本周吾「破遣会社」 / 冨田英俊「東京優駿物語」             | ・準々プリンス - 北村磨嵩「プラネット」                                                                                               | [ 1 ] |
| 8  | 2010年 39号 | ガリョキン炎 | ・炎度食傷 - 有江葵                                                      | ・準々プリンス - 松下瞭 | [ 1 ] |
| 9  | 2011年 47号 | ストキン炎   | 該当作なし                                                               | ・準々プリンス - 桑野圭輝「正しい人の殺しかた」 / 維吾章「SNI」 / 相川真司「バッドエンドクラッシュ!!」                                | [ 1 ] |
| 9  | 2011年 47号 | ガリョキン炎 | 該当作なし                                                               | ・準プリンス - 丸山恭右「公式ネーム3P」                                                                                               | [ 1 ] |